# Финал Кубка Англии по футболу 1900
Финал Кубка Англии 1900 года (англ. 1900 FA Cup Final) — футбольный матч, завершивший розыгрыш Кубка Англии сезона 1899/1900. Он стал 29-м финалом Кубка Футбольной ассоциации, также известного как Кубок Англии, старейшего футбольного турнира в мире. Матч прошёл 21 апреля 1900 года на стадионе «Кристал Пэлас» в Лондоне. В нём встретились английские клубы «Бери» и «Саутгемптон». Победу со счётом 4:0 одержал клуб из Бери, выигравший свой первый Кубок Англии.
Это был первый финал Кубка Англии с 1883 года, в котором принял участие клуб из Южной Англии. Также эта игра стала последним финалом Кубка Англии в XIX веке.

## Обзор матча
С самого начала игры «Бери» захватил инициативу. Джаспер Маклаки открыл счёт уже на 9-й минуте, замкнув подачу с углового, а на 16-й минуте после удара Джека Планта вратарь «святых» Джек Робинсон не смог удержать мяч в руках, и его добил в сетку ворот Уильям Вуд. На 23-й минуте Маклаки сделал «дубль», отправив мяч в сетку ворот мощным ударом, который Робинсон даже не пытался отбить. К перерыву «Бери» выигрывал со счётом 3:0.
Во втором тайме «Саутгемптон» попытался навязать борьбу, но единственный гол в тайме забил «Бери». На 80-й минуте Джек Плант замкнул подачу Билли Ричардса с углового, установив окончательный счёт: 4:0.
Победный трофей Джек Прей, капитан «Бери», получил из рук сэра Генри Джеймса.
Полученные от победы в финале (а также в полуфинале) турнира деньги руководство «Бери» использовало для выплаты накопившихся долгов, что позволило клубу выправить непростое финансовое положение.

## Отчёт о матче
| Бери                                   | 4:0     | Саутгемптон |
| -------------------------------------- | ------- | ----------- |
| - Маклаки 9′ 23′ - Вуд 16′ - Плант 80′ | (отчёт) |             |

| Бери | Саутгемптон |

|                      |       |                 |  |
|                      | Бери: |                 |  |
|                      |       | Фред Томпсон    |  |
|                      |       | Джонни Даррох   |  |
|                      |       | Томми Дейвидсон |  |
|                      |       | Джек Прей       |  |
|                      |       | Джо Лиминг      |  |
|                      |       | Джордж Росс     |  |
|                      |       | Билли Ричардс   |  |
|                      |       | Уильям Вуд      |  |
|                      |       | Джаспер Маклаки |  |
|                      |       | Чарли Сейгар    |  |
|                      |       | Джек Плант      |  |
| Клубный секретарь:   |       |                 |  |
| Гарри Спенсер Хеймер |       |                 |  |

|                    |              |                |  |
|                    | Саутгемптон: |                |  |
|                    |              | Джек Робинсон  |  |
|                    |              | Питер Михан    |  |
|                    |              | Питер Дербер   |  |
|                    |              | Сэмьюэл Местон |  |
|                    |              | Артур Чадуик   |  |
|                    |              | Боб Петри      |  |
|                    |              | Арчи Тернер    |  |
|                    |              | Джимми Йейтс   |  |
|                    |              | Джек Фаррелл   |  |
|                    |              | Гарри Вуд      |  |
|                    |              | Алфред Милуорд |  |
| Клубный секретарь: |              |                |  |
| Эрнест Арнфилд     |              |                |  |